# Nino Ferrer
Pour les articles homonymes, voir Ferrer.
Pour l'album, voir Nino Ferrer (album).
Nino Ferrer, nom de scène d'Agostino Arturo Maria Ferrari, né le 15 août 1934 à Gênes (Italie) et mort le 13 août 1998 à Montcuq (Lot), est un auteur-compositeur-interprète, chanteur de variétés et acteur italien naturalisé français.
Arrivé en France après la Seconde Guerre mondiale, il étudie l'archéologie tout en jouant de la contrebasse dans un groupe de jazz amateur. Ses études achevées, il se laisse quelques années pour réussir dans la musique. Après plusieurs échecs, il rencontre le succès en 1966 avec Mirza, une chanson humoristique, évoquant un homme qui a perdu son chien et le cherche partout. 
Il enchaîne alors les tubes, exploitant la même veine comique, (Les Cornichons, Oh ! Hé ! Hein ! Bon !, Le Téléfon...). Mais ce succès tant recherché ne le satisfait pas pleinement : il ne veut pas être assimilé à la vague des yéyés qu'il méprise et au contraire souhaite se montrer l'égal des artistes anglo-saxons de l'époque qu'il admire. Il publie ainsi dans la première moitié des années 1970 des albums aux genres musicaux variés (rock progressif, funk, folk-rock, ou encore rock psychédélique) qui déconcertent le public français.   
Deux titres extraits de ces albums, La Maison près de la fontaine en 1972 et Le Sud en 1975, sont des succès commerciaux, favorisés par ses maisons de disque. Ces succès l'amènent, paradoxalement, à rompre avec l'industrie du spectacle, le décalage entre ses aspirations artistiques et son image de chanteur de variétés lui étant devenue insupportable.  
Les disques qui suivent, publiés sur de petits labels, ne se vendent pas, et il se désintéresse progressivement de la musique pour se consacrer pleinement à la peinture, sa seconde passion.
À l'occasion de la sortie d'une compilation de ses plus grands succès au début des années 1990, il retrouve la faveur du public. La Désabusion, album enregistré avec peu de moyens, confirme son retour au premier plan en 1993. 
Alors qu'il commence l'enregistrement de ce qu'il veut son ultime album, il se suicide en 1998, victime d'un épisode de dépression consécutif au décès de sa mère dont il s'estime responsable. 
Nino Ferrer est l'auteur-compositeur-interprète de plus de 200 chansons aux influences multiples.

## Biographie

### Enfance (1934-1946)
Agostino Ferrari est l'unique enfant de Pietro (dit Pierre) Ferrari (1901-1981), né dans une des familles les plus fortunées de Gênes, élevé de façon stricte par des parents amateurs de musique classique, et de Raymonde Magnin (1912-1998), Française née à Nouméa dans une famille modeste, vite surnommée Mounette par ses parents, et passionnée de théâtre et de littérature. Pierre Ferrari, dont les parents contrarient la vocation littéraire, obtient un doctorat de chimie, puis rejoint la Nouvelle-Calédonie comme directeur d'une usine de la Société Le Nickel grâce à l'entregent de son père. En 1932, Mounette et Pierre s'y rencontrent à l'issue d'une représentation de théâtre. Marié en 1933, le couple décide quelques mois plus tard de passer des vacances en Italie. Agostino Ferrari naît à Gênes alors que ses parents résident chez ses grands-parents paternels. De retour en Nouvelle-Calédonie, sa famille lui offre un cadre insouciant au sein duquel son caractère déterminé voire colérique apparaît rapidement. Ses parents décident de passer de nouvelles vacances en Italie en 1939, et s'y trouvent bloqués par le début de la Seconde Guerre mondiale.
La famille s'installe à Rome, puis manquant d'argent, rejoint les Ferrari qui vivent en communauté, à l'écart de la guerre dans une demeure familiale située à Stazzano. Agostino, rapidement appelé Nino, y grandit au milieu de ses cousins et cousines, découvre l'opéra italien, et des chanteurs de variétés des années 1930. Son père ayant souhaité qu'il apprenne prioritairement l'italien, sa maîtrise du français, qu'il ne pratique qu'oralement avec sa mère, se dégrade. Celle-ci, par peur des bombardements de plus en plus fréquents, le retire de l'école communale pour assurer elle-même son éducation. En grandissant, il devient un enfant solitaire, s'adonnant à la lecture et parcourant la campagne à la recherche de coléoptères dont il fait la collection. En 1943, il réalise sa première communion, étant également enfant de chœur.

### Jazz, premier amour et études (1947-1959)
La guerre terminée, le couple Ferrari s'installe à Paris en 1947. Pierre Ferrari souhaite en effet s'éloigner de l'Italie, et a gardé un bon souvenir de la France où il a passé quelques mois avant de partir pour la Nouvelle-Calédonie. Le jeune Nino, qui maîtrise assez mal la langue française qu'il pratique avec un fort accent italien, est alors victime de railleries à l'école, auxquelles il réagit violemment. Sa scolarité est dès lors marquée par des changements fréquents d'établissement, ses parents s'efforçant de l'inscrire à chaque renvoi dans un établissement huppé (Henri-IV, Janson-de-Sailly, Saint-Louis, Saint-Jean-de-Passy) où il est également l'objet de moqueries en raison des moyens financiers limités de sa famille. Vers 15 ans, il commence à dessiner, peindre, et écrit ses premiers textes, certains étant mis en musique par lui bien plus tard.
Adolescent « mal dans sa peau », il découvre le jazz sur un poste à galène qu'il écoute la nuit dans sa chambre, et qui lui « permet de décoller vers un autre monde ». Au début des années 1950, il s'essaie à divers instruments qu'il loue dans une boutique du boulevard Saint Germain. Le banjo et la contrebasse ont rapidement sa préférence. En 1953, alors qu'il est en première année de propédeutique à La Sorbonne, il rencontre Richard Bennett, un lycéen qui comme lui fait partie de la bourgeoisie de la Rive gauche, et veut se consacrer à la batterie. Les deux jeunes hommes fraternisent.

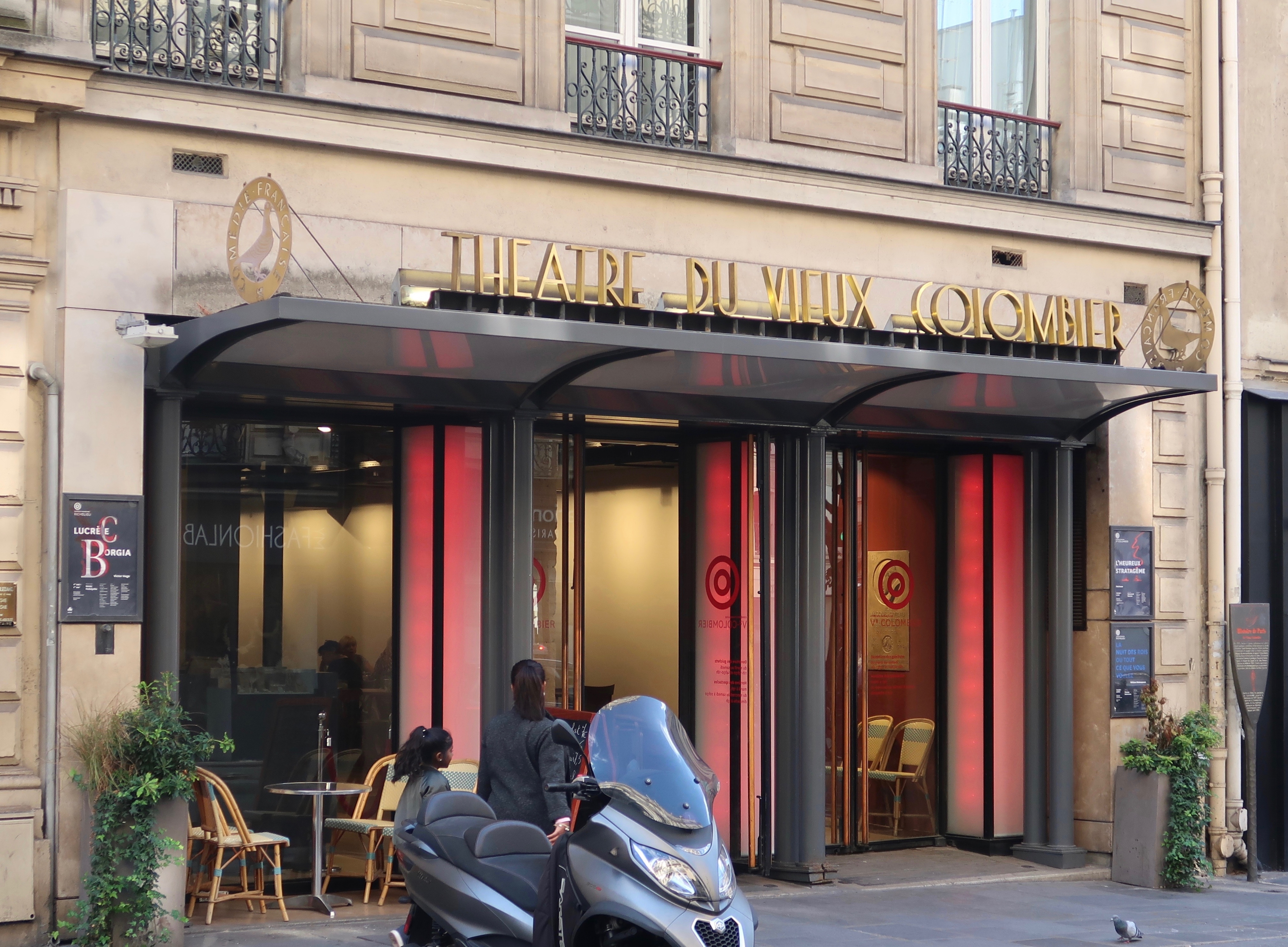
Entrée du théâtre du Vieux-Colombier. Le club de jazz du même nom se situait dans la cave de cet édifice.

Avec un cousin de Bennett qui joue de la clarinette, ils forment un trio jouant du jazz Nouvelle-Orleans dans les jardins publics de Paris ou sur les quais de Seine du côté du Pont Neuf. Leur groupe, baptisé Les Dixie Cats, et au sein duquel il joue désormais de la contrebasse, se fait remarquer. En 1956, il remporte un concours réservé aux orchestres de jazz amateurs organisé par la revue Jazz Hot. Les jeunes hommes animent les 3 années suivantes des bals de grandes écoles parisiennes, passent dans des clubs réputés comme le Vieux-Colombier, animent l'été des casinos de province, si bien qu'ils envisagent de faire de leur passion un métier. Régulièrement, Nino propose ses chansons au public, parmi lesquelles Un an d'amour écrite à la suite de la rupture en 1953 de sa relation amoureuse avec une étudiante prénommée Claire, rupture subie qui l'a beaucoup marqué. Mais sa voix cassée ne séduit guère les amateurs de jazz.
Poussé par ses parents pour lesquels une carrière de musicien, hormis la musique classique, n'est pas envisageable, il poursuit en parallèle ses études à la Sorbonne. Après une licence de lettres obtenue en 1953 axée sur l'ethnologie et l'histoire des religions, il s'oriente vers l'archéologie. Élève d'André Leroi-Gourhan, il participe plusieurs fois à des fouilles sur le site d'Arcy-sur-Cure, où il anime les soirées autour du feu de camp avec sa guitare. En 1957, toujours sous la conduite de Leroi-Gourhan, il participe à des fouilles à Santander.

### L'heure des choix (1959-1960)
Les Dixie Cats accompagnent régulièrement des jazzmen dans les clubs où ils se produisent. Cherchant à sortir un premier disque, Richard Bennett convainc les Disques Président de publier un 45 tours avec le trompettiste Bill Coleman qui doit se produire lors d'une soirée organisée par HEC. Bill Coleman presents Richard Bennett & The Dixie Cats, un super-45 tours contenant trois titres publié en février 1959, se vend uniquement dans le monde étudiant. Peu de temps après, un second disque est publié à l'occasion d'un gala de l'école vétérinaire de Maisons-Alfort.

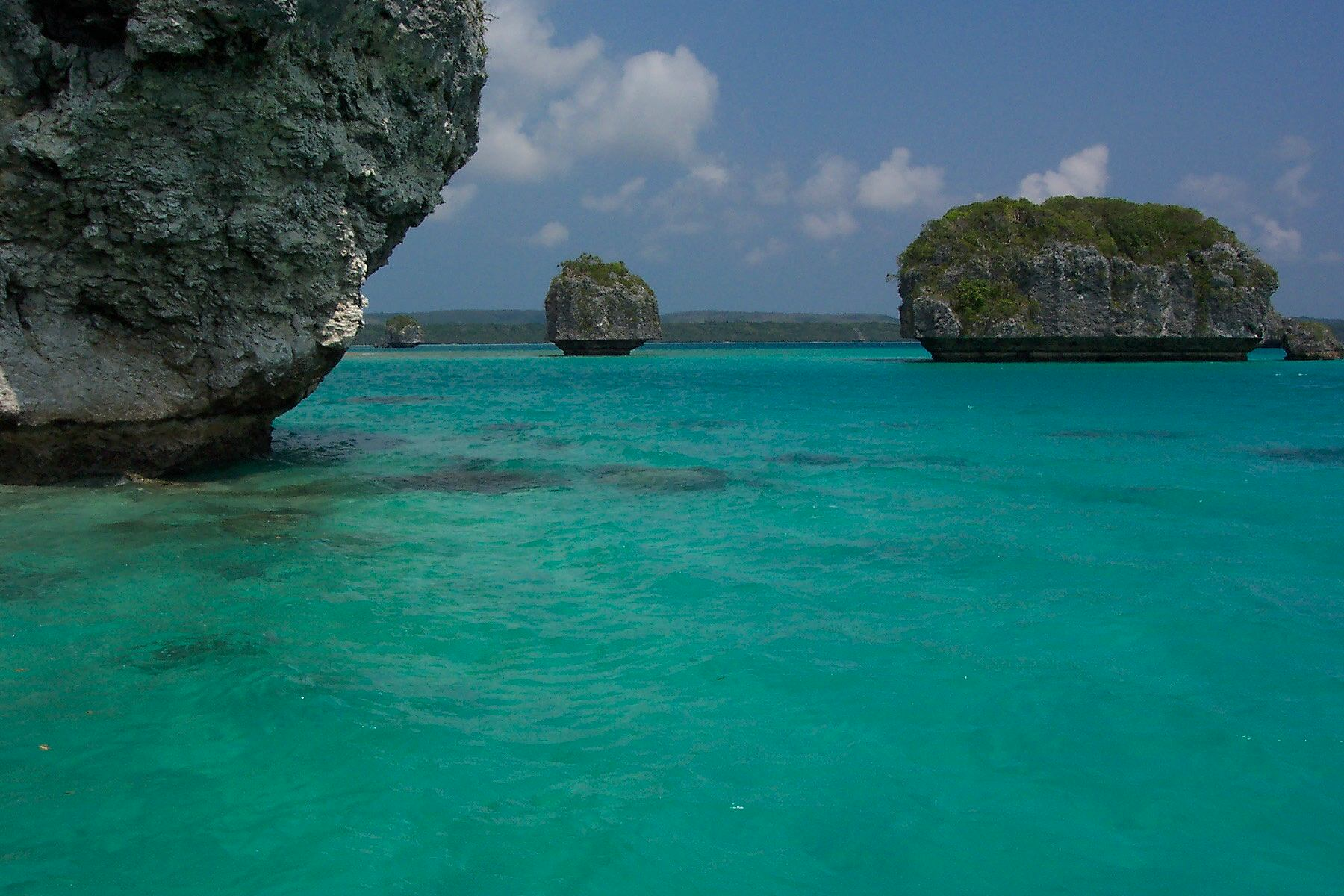
Baie d'Upi, Île des Pins (Nouvelle-Calédonie).

La collaboration de Nino Ferrari avec les Dixie Cats s'interrompt opportunément pour lui à l'été 1959. Sa grand-mère maternelle, sentant la fin de sa vie proche, et avec le prétexte de la fin des études de son petit-fils, l'invite en Nouvelle-Calédonie. Hésitant entre une carrière de musicien et une autre d'archéologue, il y voit l'opportunité de se donner du temps. Le 1er août, il embarque sur un paquebot dont il devient rapidement la vedette, animant des soirées arrosées au champagne en s'accompagnant de sa guitare. Ce voyage, lors duquel il multiplie les rencontres, est ponctué par plusieurs escales qui lui permettent de s'adonner à la peinture. Apprenant le décès de sa grand-mère alors qu'il se trouve à Tahiti, Nino se rend tout de même en Nouvelle-Calédonie où il retrouve une partie de sa famille et les paysages de sa petite enfance. Il y participe à une campagne de fouilles archéologiques néo-calédoniennes sur l'Île des Pins.
Revenu en France durant l'été 1960, il est en plein désarroi au moment de devoir choisir une voie. Selon la volonté de ses parents pour lesquels on ne devient pas chanteur, il achève ses études tout en écrivant des chansons sans vraiment penser pouvoir en faire un métier. Il renonce finalement à une carrière d'archéologue qui, outre les faibles revenus qu'elle permet d'envisager, ne l'attire guère, et envisage un temps de se faire représentant de commerce. Il s'accorde finalement une période de deux ou trois ans pour connaître le succès dans le domaine musical et retrouve sa place dans les Dixie Cats qui accompagnent toujours Bill Coleman.

### Des débuts difficiles (1960-1965)

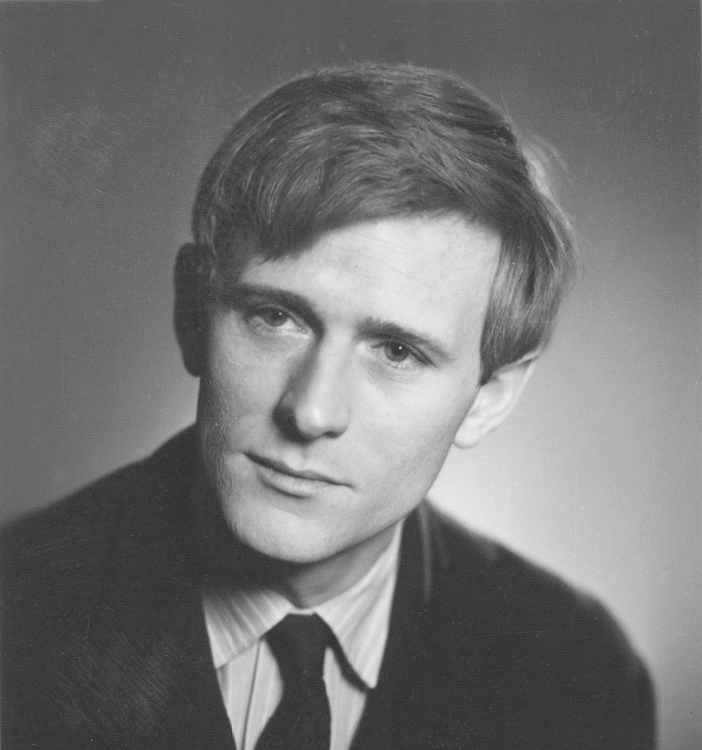
Nino Ferrer en 1964, inscrit à la Sacem (photo d'identité).

Son ambition est contrariée par le déferlement en France du rock. Il constate rapidement que le jazz joué par les Dixies Cats est passé de mode. Le groupe, rebaptisé RB RB (« Richard Bennet Rythm'n and Blues »), se réoriente vers le blues et le rhythm and blues et Nino troque sa contrebasse pour une basse électrique. Durant l'été 1961, RB RB accompagne la tournée des Chaussettes Noires, puis joue tous les soirs en première partie, alternativement, de Ray Charles et Count Basie au Festival de Jazz d'Antibes. Mais comme l'explique Richard Bennett, constater l'immense succès d'une nouvelle génération « de types qui avaient le même niveau que nous 10 ans avant, à nos débuts » est un choc. Le groupe dépité se sépare à la fin de l'été.
Ne se considérant pas à sa place dans la génération des yéyés, Nino Ferrari enchaîne sans succès les auditions à Paris, espérant se faire connaître comme chanteur « rive gauche ». Il se fait engager en 1962 comme bassiste dans un orchestre de twist, où il peut interpréter des reprises, ce qui lui permet de se familiariser davantage avec le chant. Ce second groupe, baptisé TNT, disparaît à l'automne 1962, une fois la mode du twist retombée. Nino Ferrari est alors recontacté par Richard Bennett qui lui propose de remonter les Dixie Cats, une jeune artiste américaine, Nancy Holloway, cherchant un groupe pour l'accompagner. Elle connaît le succès au printemps 1963, et lui laisse souvent la place pour une ou deux chansons au milieu de ses concerts en plus des nombreux duos qu'ils interprètent. Durant cette période, il apparaît sous le nom de Nino Ferrari, ou de Laurent Tosca. Il se cherche en effet un nom de scène, par respect pour ses parents et grands-parents qui réprouveraient une carrière de saltimbanque sous son vrai nom.
En plus d'accompagner Nancy Holloway, il multiplie les prestations avec Bennett dans des cabarets de jazz et finit par être repéré. En novembre 1963, un magazine annonce le lancement de « Nino Ferrair, déjà surnommé le Ray Charles français » : l'artiste a trouvé son nom de scène, et été présenté au responsable du label Bel Air. Son premier disque, Pour oublier qu'on s'est aimé sort fin novembre 1963 mais les difficultés de gestion de ce label contrarient sa promotion. Y figure la chanson Un an d'amour (c'est irréparable), écrite dix ans plus tôt et qui connaîtra un important succès à travers de nombreuses reprises.
Le chanteur participe à sa première émission de télévision en février 1964, et découvre le cinéma en jouant un petit rôle dans les films Laissez tirer les tireurs de Guy Lefranc sorti en 1964 et Ces dames s'en mêlent de Raoul André, sorti en 1965. Un second super 45 tours est publié en mars 1964, alors que le label Bel Air est en pleine déroute. À la fin de l'été, il est transféré chez Riviera, un autre label Barclay. Un troisième enregistrement sort en janvier 1965, et ne rencontre pas plus de succès que les deux premiers. Il manque alors à ses chansons l'étincelle qui permettrait au public de s'embraser : le chanteur italien, qui a une noble idée de la musique, refuse d'appliquer des recettes faciles. Alors qu'il est sur le point d'être renvoyé, il obtient un sursis grâce à son ami Richard Bennett qui vient d'intégrer Riviera comme producteur musical. On peut aussi l'apercevoir dans le film Opération Lotus bleu (1965). Il fait une courte apparition en se produisant sous son nom dans un cabaret en train d'interpréter la chanson Les Yeux de Laurence.

### Mirzaet autres succès populaires (1966-1967)
Comme chaque été depuis quelques années, Nino Ferrer s'engage pour animer les soirées de divers clubs du sud de la France. Alors qu'il se produit en trio au Playa, un club-restaurant de Saint-Raphaël, il se livre à une improvisation bon enfant lors d'un entracte. Le propriétaire du lieu, inquiet, cherche son chien ; Nino s'empare du micro : « Z'avez pas vu Mirza ? » puis enchaîne avec « La la la la la la », s'inspirant d'un succès de Little Stevie Wonder, Fingertips. En quelques jours, la chanson est entièrement composée, et le chanteur a l'occasion de mesurer son bon accueil par le public devant lequel il se produit.
Le disque de la dernière chance, Mirza, sort fin 1965 et devient un phénomène en 1966, en partie grâce au soutien de l'émission Salut les copains : Nino Ferrer connaît enfin le succès. Le chanteur est pendant deux semaines la première partie d'Hugues Aufray à l'Olympia en mars 1966, et convié à figurer sur la Photo du siècle pour le magazine Salut les Copains. Il est finalement absent du cliché, s'étant présenté volontairement trop en retard à la séance photo.
La même année, il apparaît comme bassiste sur deux disques confidentiels des Gottamou (Bernard Estardy, Nino Ferrer, Richard Hertel), ce trio étant en fait celui qui s'était produit au Playa l'année précédente : il s'agit pour lui de s'offrir un moment de détente avant d’enchaîner avec un nouveau disque en son nom propre.
Savourant cette réussite après laquelle il a longtemps couru, Nino Ferrer cultive cette veine humoristique avec des titres comme Le Téléfon ou Oh ! Hé ! Hein ! Bon !, qui l'imposent dans le rôle du chanteur décalé qu'il trouve rapidement trop restrictif.
En 1967, il embauche Jacqueline Monestier dite « Kinou », une jeune femme âgée de 20 ans, comme assistante personnelle. Elle installe son bureau dans l'appartement des parents du chanteur. Une relation intime naît entre Nino Ferrer et elle quelques semaines plus tard, alors que le couple du chanteur rencontre de nombreuses difficultés.

### Exil italien (1967-1970)
Ses disques continuent de sortir en France avec autant de succès (Mao et Moa, Mon copain Bismarck, nettement plus ironiques). Sa chanson Les Hommes à tout faire, extraite de l'album Agata publié en France en 1969 accompagne le générique du feuilleton télévisé Agence Intérim, réalisé par Marcel Moussy et Pierre Neurrisse et diffusé en septembre de la même année sur la première chaîne de l'ORTF. Nino Ferrer apparaît à l'écran interprétant la chanson, accompagné de ses musiciens, vers le milieu de ce générique.

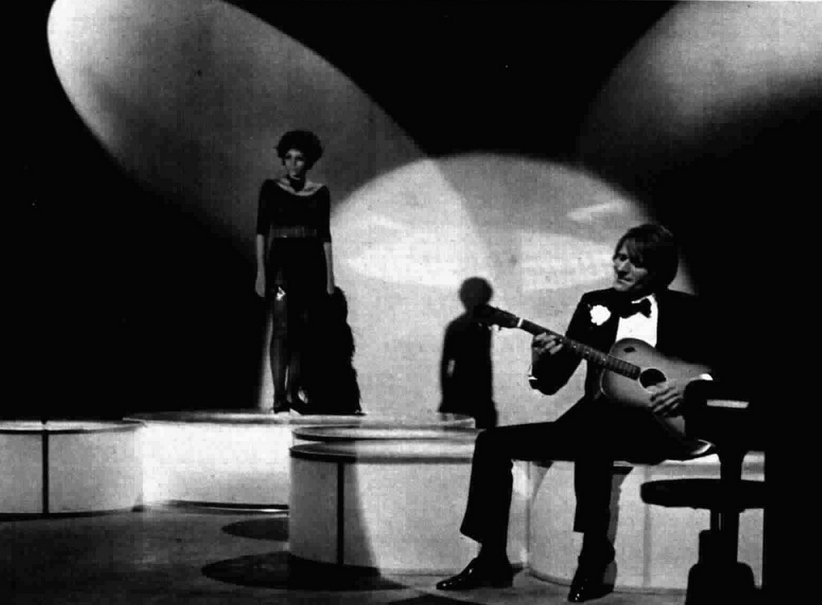
Nino Ferrer à la télévision italienne (1970).

Dès 1967, il multiplie les allers-retours entre la France et l'Italie. Il connaît également dans son pays natal un important succès mais n'a pas à y affronter les malentendus liés aux yéyés, ce qui lui permet de prendre du recul avec cette célébrité qui ne correspond pas à ses ambitions artistiques. Il y anime à partir de 1968 une émission le samedi soir sur la RAI, Io, Agata e tu (it). Cet exil italien est également l'occasion de mettre de l'ordre dans sa vie privée : il emménage en 1969 à Rome avec Kinou, qui devient sa compagne officielle.
Il rencontre rapidement des musiciens, particulièrement Giorgio Giombolini et Santino Rocchetti, qui lui font découvrir le rock progressif, genre musical encore ignoré en France. Accompagné de Giombolini, Rochetti et d'autres musiciens, il donne plusieurs concerts en 1970, l'un d'entre eux étant immortalisé par le disque Rats and Rolls, majoritairement chanté en italien, et publié de façon confidentielle par la filiale italienne de sa maison de disque.

### Une ambition artistique incomprise (1971-1975)
Frustré par son séjour en Italie pour des raisons tant professionnelles (Rats and Rolls ne bénéficie d'aucune promotion) que personnelles (il s'y confronte au conservatisme catholique de la société italienne), Nino Ferrer rentre en France et menace de porter plainte contre sa maison de disques. Eddie Barclay lui propose, pour mettre fin à la polémique, de publier une version française de Rats and Rolls.
Métronomie sort fin 1971 et reprend ainsi la plupart des morceaux de l'album paru en Italie l'année précédente. Alors que le chanteur le considère comme son premier véritable album et qu'il y place beaucoup d'ambition, il est largement ignoré du grand public. Cependant, un de ses titres La Maison près de la fontaine, connaît un succès important. Nino Ferrer participe ensuite à l'enregistrement de la première adaptation française de l'opéra-rock Jesus Christ Superstar.
Faisant suite à sa rencontre avec Mickey Finn durant l'été 1972, l'album Nino Ferrer and Leggs, au style beaucoup plus brut et marqué par de longs solos de guitare électrique, paraît en 1973. Nino Ferrer souhaite donner libre cours à ses envies et à sa créativité musicale, mais ce deuxième album ne rencontre pas davantage la faveur du public.
Le premier enfant de Nino et Kinou, Pierre, naît en septembre 1973. Vivant à La Martinière, une propriété de style colonial acquise en 1968 à Rueil-Malmaison en banlieue parisienne,, il y fait aménager un studio d'enregistrement pour disposer de la plus grande liberté artistique possible. Cette propriété, qui lui rappelle l'Italie et la Nouvelle-Calédonie de son enfance, lui inspire les paroles de South, un morceau aux accents de country-folk américaine qu'il enregistre en novembre 1973. South devient le premier titre de l'album aux rythmes funky Nino and Radiah, entièrement chanté en anglais et publié en 1974 sur un nouveau label, CBS, après le non-renouvellement de son contrat par Barclay, qui se méfie des incessants changements de style de l'artiste.
Mais c'est avec sa version française, Le Sud, dont la publication en 45-tours lui a été imposée par CBS en contrepartie de la sortie de Nino and Radiah, et qu'il n'apprécie pas du tout, que le chanteur connaît son plus grand succès. Le disque se vend à plus de 1 000 000 exemplaires en France et devient un des « tubes » du printemps 1975 alors que Nino and Radiah ne connaît qu'un succès d'estime. Cette déception renforce l'amertume de Nino Ferrer, qui est de plus en plus convaincu d'être un artiste victime de la logique commerciale de l'industrie du disque. Il refuse ainsi d'assurer la promotion de l'album suivant, Suite en œuf, qui passe totalement inaperçu en dépit de certains titres (Les Morceaux de Fer, Chanson pour Nathalie) considérés comme étant de ses meilleures réalisations. Ses relations avec CBS deviennent difficiles.

### Rupture avec l'industrie musicale (1976-1977)
Le chanteur décide de prendre du recul avec le microcosme parisien. Devant contractuellement un troisième album à CBS, il s'installe au Château de Blanat où il fait transférer le studio d'enregistrement de La Martinière et y enregistre suffisamment de morceaux pour respecter son engagement contractuel avec sa maison de disques. Mais Nino Ferrer estime ces enregistrements, chantés en anglais, italien et français, de trop bonne qualité pour être livrés à CBS qui selon lui, ne les mérite pas. Il décide de rentrer à La Martinière, y fait réinstaller son studio et, s'entourant d'amis ayant collaboré avec lui à différents moments de sa carrière, enregistre en peu de temps un album fourre-tout et un peu foutraque, Véritables variétés verdâtres, au titre sans équivoque. Publié par CBS en 1977, c'est un nouvel échec commercial.
Lors du séjour à Blanat, Nino Ferrer fait, grâce aux revenus générés par les ventes du Sud, l'acquisition de « La Taillade », une bastide située au cœur du Quercy Blanc dans la région des Vaux près de Montcuq. Un temps tenté par un exil américain, son ami Richard Bennet prospectant pour lui permettre de signer un contrat avec une grande maison de disques outre-Atlantique, il décide finalement de s'installer définitivement à La Taillade, et y aménage un studio d'enregistrement qui perdure sous le nom de Studio Barberine, dirigé par son fils Pierre.

### Échec d'une nouvelle carrière musicale et retraite (1978-1989)
Avec Mickey Finn, il y reprend durant de longs mois les bandes enregistrées à Blanat. Kinou et Nino Ferrer se marient dans la plus stricte intimité le 30 décembre 1978 à Saint-Cyprien, et leur deuxième fils, Arthur, naît le 14 février 1979. Cette même année le très rock Blanat, dont le chanteur dira qu'il est son disque préféré, est publié par un petit label indépendant spécialisé dans le jazz, Free Bird records, et très bien accueilli par la critique. Il part en tournée avec Jacques Higelin, mais la faillite de Free Bird Records contrarie la promotion de Blanat, dont les ventes, une nouvelle fois, sont modestes. À la Taillade, Nino Ferrer, qui vit des revenus générés par ses grands succès, s'adonne à l'élevage de chevaux, ce qui lui inspire la chanson Sémiramis ; mais ne supportant pas de devoir les vendre, il abandonne assez rapidement cette activité.
Entre 1980 et 1983, sortent chez WEA les albums La Carmencita, Ex-Libris et Rock'n'roll cowboy, avec toujours aussi peu de promotion et de succès. Certaines de ses chansons, dans lesquelles il lance de véritables diatribes à l'encontre des médias et de l'industrie musicale (Télé Libre, Rock n'Roll Cowboy, Le Look plouc), sont victimes d'une censure implicite. Lui-même n'est plus invité à la radio et à la télévision à la suite d'interviews acerbes où il laisse libre cours à sa rancœur. Fin 1983, un unique concert donné à l'Olympia, dont ses proches ont dû assurer la promotion, est toutefois pour lui l'occasion de mesurer que sa popularité reste intacte malgré toutes ces années d'insuccès.
En 1982, il renoue avec le cinéma en jouant l'un des rôles principaux du film Litan : La Cité des spectres verts de Jean-Pierre Mocky. Mais le film, violemment mis à bas par la critique, est un échec et Nino Ferrer ne se verra plus proposer aucun rôle. En 1986, 13e album, publié sur un label confidentiel, ne se vend pas. On y trouve la chanson L'Arche de Noé, issue de la comédie musicale du même nom dans laquelle il joue pour son plus grand plaisir le rôle de Dieu entouré d'une foule d'animaux et qui rencontre un assez important succès, ainsi que L'Année de la Comète, dans laquelle il réaffirme ses convictions et inquiétudes écologiques qu'il avait exprimées dès Métronomie.
Retiré à La Taillade, il s'y adonne de façon solitaire à la peinture, cette seconde passion lui apportant, selon ses propres déclarations, bien plus de satisfaction que la musique car il n'a pas besoin de tenir compte de l'avis d'autres personnes pour réaliser ses toiles.

### Un nouveau départ (1989-1995)

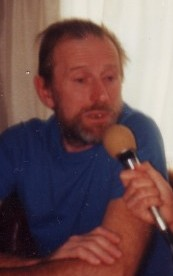
Nino Ferrer dans les années 1990.

En 1989, Nino Ferrer demande et obtient la nationalité française pour, selon ses dires, célébrer le bicentenaire de la Révolution française. Il enregistre une version de La Marseillaise, accompagné par une chorale d'enfants avec laquelle il se produit lors d'une émission Champs-Élysées de Michel Drucker. La même année, il tente de renouer avec son public italien en publiant l'album Che fine ha fatto Nino Ferrer ? (New Enigma Records - NEM 47731). Mais ce 33 tours, reprenant certains de ses grands succès chantés en italien connaît une carrière confidentielle.
Au début des années 1990, il est redécouvert en France par une nouvelle génération grâce à la sortie d'une compilation. La musique le reprend et il se lance dans un nouvel album en compagnie de proches parmi lesquels Mickey Finn et Diane Véret, une de ses choristes hébergée à La Taillade. L'album La Désabusion, enregistré à domicile et illustré par des peintures de Nino Ferrer, est publié en 1993 par le label Fnac Music sous l'égide d'Yves Bigot et Philippe Poustis (respectivement directeur général et directeur artistique du label) et bénéficie de très bonnes critiques en dépit d'une production artisanale. Il s'est vendu à plus de 50 000 exemplaires. La Vie chez les automobiles, compilant différents titres chantés et/ou écrits par des membres de sa famille (son fils Arthur et sa femme Kinou) accompagne La Désabusion en 1994 en tant que bonus.
Durant cette période, Nino Ferrer expose ses peintures à Paris, puis part en tournée pour promouvoir La Désabusion. Son dernier enregistrement, Concert Chez Harry, se veut un témoignage de cette tournée.

### Fin de carrière et suicide (1995-1998)

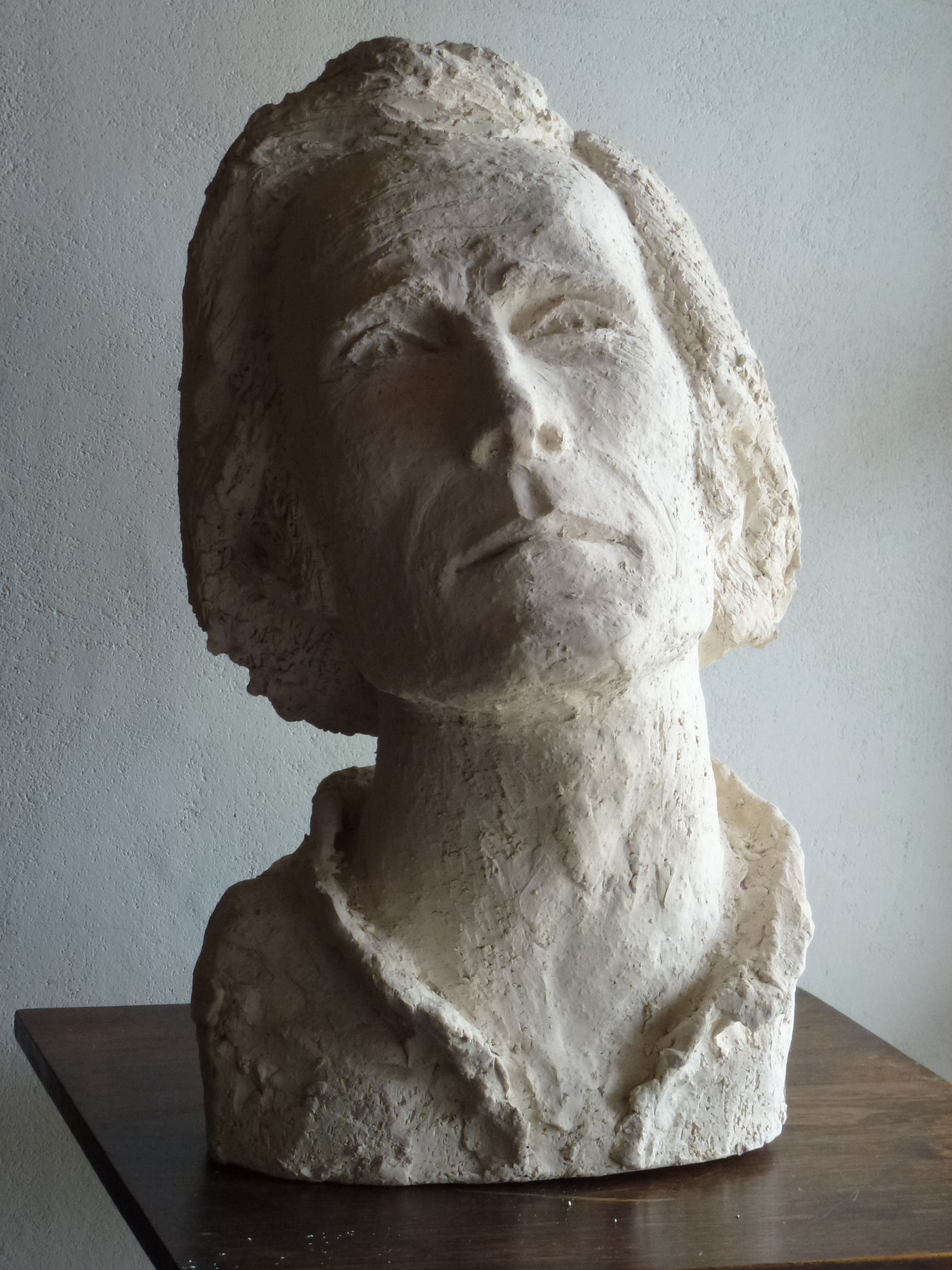
Buste en terre cuite de Nino Ferrer (Delie Duparc, 2018).

C'est à l'occasion de la promotion de La Désabusion qu'a lieu sa dernière apparition télévisée en 1994 dans un Taratata que Nagui lui consacre.
Lors de cette tournée, et de l'enregistrement de Concert chez Harry, Nino Ferrer mesure que ses facultés auditives déclinent, ce qui l'affecte profondément, alors qu'il n'a jamais appris le solfège et toujours composé à l'oreille, à la recherche d'harmonies. Dès lors, il envisage de réaliser un ultime album. En juin 1998, sa mère Mounette, qui vivait à ses côtés dans sa propriété de La Taillade depuis le décès de son père en 1981, meurt à l'âge de 86 ans après plusieurs mois durant lesquels elle a connu d'importants problèmes de santé (AVC, arrêt cardiaque) et s'est progressivement affaiblie. Kinou Ferrari attribue sa mort aux conséquences d'une violente chute qu'elle avait faite alors que Nino Ferrer lui faisait visiter de nouveaux aménagements sur sa propriété.
Selon ses premiers biographes, le suicide aurait hanté Nino Ferrer dès l'âge adulte. Au printemps 1998, alors que l'état de santé de sa mère ne laisse plus de doute quant à sa fin prochaine, il commence l'écriture d'un journal intime manuscrit (le précédent ayant été arrêté quarante ans plus tôt), qu'il intitule 1998 et suite (peut-être). Il n'y couche que les brouillons de nouvelles chansons et un testament en rimes, dans lequel il demande pardon à ses proches pour son caractère irascible, et lance ses dernières accusations contre le show-biz. Après le décès de sa mère dont il s'estime responsable, Nino Ferrer s'enfonce dans une profonde dépression qui inquiète ses proches et interrompt les premières sessions d'enregistrement de ce qu'il veut être son dernier album, Suite et fin, et dont un seul morceau, L'Innocence, enregistré avec son fils Pierre, a été publié depuis. Début août, de nombreux signes laissent deviner qu'il est en train d'organiser son suicide.
Inquiète, sa femme fait venir un médecin, auquel Nino déclare qu'il va se tuer dans deux jours. Celui-ci ne le prend pas au sérieux, et lui prescrit des anxiolytiques qui le font plonger dans un état d'intense exaltation. Le jour suivant, à l'occasion d'un repas donné pour l'anniversaire de Kinou, il exige qu'on l'appelle désormais « Don Nino Ferrer », en référence à Don Quichotte, avant de se dévêtir et de plonger nu dans la piscine de sa propriété. Le lendemain matin, il s'arrange pour éloigner Kinou en lui demandant d'aller disperser les cendres de Mounette dans le jardin de La Taillade. Il endosse une vieille veste qu'il portait en concert dans les années 1960, revêt un chapeau rappelant ceux qu'il arborait à l'époque du Sud. Il dépose à divers endroits de sa propriété des lettres pour ses proches, prend sa voiture, se rend dans un champ d'où il appréciait la vue sur la région du Quercy, et se donne la mort d'un coup de fusil.
Son ami Richard Bennett raconte que, quelques mois avant sa disparition, le chanteur lui a téléphoné, passant dans une discothèque où il va le retrouver. Il est désabusé et déclare : « La prochaine fois que l'on va se voir, ça sera pour se raconter nos maladies, nos histoires de prostate ». J'essaie de lui remonter le moral, mais il ajoute : « Tu te rends compte, j'ai écrit, composé et produit près de deux cents chansons, et les gens n'en connaissent que trois. C'est comme un peintre prolifique dont on ne connaîtrait que trois tableaux, car tous les autres sont dans des coffres ». Bennett ajoute que « Nino a toujours été excessif, ultra-sensible et contradictoire et sa situation le minait »[réf. souhaitée].
Le corps de Nino Ferrer a été crématisé, et ses cendres dispersées en plusieurs endroits, dont une partie au cimetière communal de Montcuq (Lot).
Sa veuve, Kinou Ferrari (née Jacqueline Monestier), meurt le 17 mars 2022 à Toulouse à l'âge de 74 ans.

## Discographie

### 45 tours quatre titres (EP) et singles
Bel Air - Score pour les 2 premiers, Riviera ensuite, jusqu'en 1971. Ne sont cités que les pressages français.
- 1963 : Pour oublier qu'on s'est aimé ; Souviens-toi / C'est irréparable (musique de Gaby Verlor, non créditée) ; 5 bougies bleues
- 1964 : Ferme la porte ; Je reviendrai / Oh ! Ne t'en va pas ; Ce que tu as fait de moi (Nino Ferrer et les Jubilées)
- 1965 : Viens je t'attends ; Au bout de mes vingt ans / Jennifer James ; Tchouk-ou-tchouk
- 1966 : Mirza ; Les cornichons / Il me faudra… Natacha ; Ma vie pour rien
- 1966 : Alexandre ; Oh ! Hé ! Hein ! Bon ! / Le blues des rues désertes ; Longtemps après
- 1966 : Je veux être noir ; Si tu m'aimes encore / La bande à Ferrer (1re partie) ; La bande à Ferrer (2e partie)
- 1967 : Le téléfon ; Je cherche une petite fille / Madame Robert  (musique de Gaby Verlor, non créditée) ; Le millionnaire
- 1967 : Mao et Moa ; Je vous dis bonne chance / Mon copain Bismarck ; N-F in trouble
- 1968 : Le roi d'Angleterre ; Il me faudra… Natacha / Les petites jeunes filles de bonne famille ; Monsieur Machin
- 1968 : Mamadou Mémé ; Œrythia / Les yeux de Laurence (musique de Gaby Verlor, non créditée) ; Non ti capisco più
- 1969 : Je vends des robes ; La Rua Madureira / Tchouk-ou-tchouk ; Le show-boat de nos amours
- 1969 : Agata ; Un premier jour sans toi / Justine ; Les hommes à tout faire
- 1970 : Oui mais ta mère n'est pas d'accord / Le blues anti-bourgeois
- 1970 : Viens tous les soirs / L'amour, la mort, les enterrements
- 1971 : Les Enfants de la patrie / La Maison près de la fontaine
- 1975 : Le Sud / The garden (CBS) (Le Sud n'a été ajouté sur la réédition vinyle de l'album Nino and Radiah qu'en 1982, puis sur CD)
- 1975 : Alcina de Jesus / Les morceaux de fer (CBS)
- 1976 : Chanson pour Nathalie / Moon (CBS)
- 1978 : Joseph Joseph / L'Inexpressible (CBS)
- 1981 : Pour oublier qu'on s'est aimé / Michael et Jane (WEA)
- 1982 : Semiramis / Micky Micky  (WEA)
- 1983 : Il pleut bergère / Blues des chiens (WEA)
- 1986 : L'arche de Noé ; Création ; Chita Chita / L'arche de Noé (Le Chant du Monde)
- 1989 : La Marseillaise / Il pleut bergère (2e plage réenregistrée avec les gens de son village) (Barclay)

Participations
- 1964 : Les Dolly Brothers : chant sur Hello Dolly (EP Barclay 72638), mais son nom ne figure pas sur la pochette.
- 1966 : Le monkiss de la police ; Monkiss est arrivé / Avec toi j'ai compris le monkiss ; Y'a que toi monkiss (Nino ferrer et les Gottamou)
- 1966 : Jerk avec Les Gottamou : Gamma-goochee ; All about my girl / Blues des Gottamou ; Gribouille (EP Riviera + rééd.CD. guitare sur les 4 plages).
- 1969 : B.O.F. Tout peut arriver : chant sur La route (inédit) (EP Riviera)
- 1969 : La chanson de « Génie » (45 T AFP Bates, disque publicitaire monoface, avec 9 jingles composés et chantés par Nino Ferrer)
- 1972 : sur l'album de l'adaptation française de Jésus-Christ Superstar, chant de Dites-moi ce qui se passe, avec J. Bennett (Barclay 80459)
- 1975 : chant de Croco du ciel sur un single de Radiah Frye (CBS 3753)

### Musique de film ou de série télévisée
- 1964 : C'est irréparable (musique de Gaby Verlor) est traduite en espagnol sous le titre Un año de amor, et chantée par Luz Casal dans le film Talons aiguilles de Pedro Almodóvar, qui en a signé les paroles.
- 1969 : Agence Intérim, série télévisée de Marcel Moussy et Pierre Neurrisse.
- 1981 : Avec la chanson Riz complet, il est aussi l'auteur de la musique du film Les Babas-cool: Quand tu seras débloqué, fais-moi signe ! réalisé par François Leterrier avec Christian Clavier.
- 1983 : Litan : La Cité des spectres verts de Jean-Pierre Mocky, dans lequel il tient un des rôles principaux.

### Principales compilations
- 1979 : Récital Nino Ferrer Du Sud à nos jours (Vinyl & k7, K–Tel 1979, 14titres), compilation des albums Nino and Radiah, Suite en œuf et Véritables variétés verdâtres.
- 1990 : L'indispensable (coffret Barclay 6 CD, 110 titres), à ne pas confondre avec le double CD du même titre, contenant 24 chansons.
- 2004 : L'intégrale (coffret Barclay 12 CD + 1 DVD et 1 BD de 50 pages). Le vol. 2 des années 1960 contient 6 titres en version différente de l'originale. Le coffret contient plusieurs titres inédits uniquement sortis en 45 T ou seulement en Italie.
- 2008 : Sacré Nino… (coffret Long Box Universal 3 CD 53 titres)
- 2012 : Les 50 plus belles chansons de Nino Ferrer (coffret Barclay 3 CD)
- 2013 : L'intégrale des enregistrements studio & live (coffret Barclay/Universal 14 CD) 206 pistes dont 9 inédites.

### Enregistrements vidéo
- 1996 : Nino Ferrer : Concert - Château de Marcillac, Polygram (no 195 279-3), VHS  (EAN 325-9-1195-2793-0) : enregistré en 1994 au château de Marcillac (Saint-Cyprien), réédition DVD en 2011 par Alex Prod sous le titre Nino Ferrer : Anthologie - Son dernier concert, 90 min.

## Classements et ventes de singles
| Années | Titres                                          | Classement des ventes | Classement des ventes | Classement des ventes | Classement des ventes | Classement des ventes | Classement des ventes | Classement des ventes | Classement des ventes | Classement des ventes | Ventes françaises |
| Années | Titres                                          | ,                     | Wa                    | Fl                    | [ 53 ]                | [ 53 ]                | [ 53 ]                | [ 53 ]                | ,                     | [ 53 ]                | Ventes françaises |
| ------ | ----------------------------------------------- | --------------------- | --------------------- | --------------------- | --------------------- | --------------------- | --------------------- | --------------------- | --------------------- | --------------------- | ----------------- |
| 1965   | C'est irréparable                               | —                     | —                     | —                     | —                     | —                     | —                     | —                     | —                     | 1                     | NC                |
| 1966   | Mirza / Les Cornichons                          | 10                    | 14                    | —                     | —                     | —                     | —                     | —                     | 101                   | 1                     | 75 000            |
| 1966   | Oh ! Hé ! Hein ! Bon ! / Alexandre              | —                     | 35                    | —                     | —                     | —                     | —                     | —                     | —                     | 11                    | 50 000            |
| 1966   | Je veux être noir / Si tu m'aimes encore        | —                     | 43                    | —                     | —                     | —                     | —                     | —                     | —                     | 16                    | NC                |
| 1967   | Le Téléfon                                      | 7                     | 2                     | 7                     | —                     | 12                    | —                     | —                     | 10                    | 13                    | 100 000           |
| 1967   | La Pella Nera                                   | —                     | —                     | —                     | —                     | —                     | —                     | —                     | 15                    | —                     | NC                |
| 1967   | Mao et Moa                                      | 19                    | 22                    | —                     | —                     | —                     | —                     | —                     | —                     | —                     | 50 000            |
| 1968   | Le Roi d'Angleterre                             | —                     | 49                    | —                     | —                     | —                     | —                     | —                     | 12                    | —                     | NC                |
| 1969   | Donna Rosa                                      | —                     | —                     | —                     | —                     | —                     | —                     | —                     | 13                    | —                     | NC                |
| 1969   | Agata                                           | —                     | —                     | —                     | 5                     | —                     | —                     | 7                     | 6                     | —                     | NC                |
| 1970   | Re di cuori                                     | —                     | —                     | —                     | —                     | —                     | —                     | —                     | 12                    | —                     | NC                |
| 1972   | La Maison près de la fontaine                   | 35                    | —                     | —                     | —                     | —                     | —                     | —                     | —                     | —                     | NC                |
| 1975   | Le Sud                                          | 1                     | 1                     | 26                    | —                     | —                     | —                     | —                     | —                     | —                     | 600 000           |
| 1975   | Alcina de Jesus                                 | 27                    | —                     | —                     | —                     | —                     | —                     | —                     | —                     | —                     | NC                |
| 1977   | Joseph Joseph                                   | 36                    | —                     | —                     | —                     | —                     | —                     | —                     | —                     | —                     | NC                |
| 1981   | La Carmencita                                   | 59                    | —                     | —                     | —                     | —                     | —                     | —                     | —                     | —                     | NC                |
| 2019   | La Rua Madureira (Bon Entendeur vs Nino Ferrer) | 193                   | —                     | —                     | —                     | —                     | —                     | —                     | —                     | —                     | NC                |

## Hommages
- À la fin des années 1970, il apparaît dans Corto Maltese en Sibérie[59], bande dessinée d'Hugo Pratt, sous les traits du capitaine Nino, un officier mélancolique et désabusé, musicien à ses heures.
- 1978 : Le « téléfon » est évoqué dans le 426e des 480 souvenirs cités par Georges Perec dans Je me souviens
- 2001 : Nino, paroles Allain Leprest et musique Michel Amsellem, est chantée par Enzo Enzo dans son album Le jour d'à côté
- 2005 : On dirait Nino, album de 15 reprises, par Alain Bashung, Miossec, -M-, Arno, Venus…
- 2006 : Chanson pour Nino Ferrer, par Michel Arbatz, sur son album Retrouver le sud
- 2008 : Autour de Nino : Spectacle-hommage par son bassiste et ami Joël Segura
- 2009 : The Nino's chantent Nino Ferrer, album de 15 reprises, par Laurent Madius, Benoît Simon et Tom Poisson, accompagné d'un spectacle éponyme (en tournée entre octobre 2009 et mai 2012[réf. nécessaire])
- 2011 : Nino (une adolescence imaginaire de Nino Ferrer), film de Thomas Bardinet
- 2012 : Philippe Perreaudin (membre du groupe Palo Alto) supervise une compilation-hommage avec des groupes issus de la scène expérimentale (Klimperei, David Fenech, Les Hautsdeplafond...) intitulée Objets noirs et choses carrées  – Nino Ferrer Revisited.
- 2013 : « Événement Nino Ferrer ». Du 15 novembre 2013 au 16 février 2014, à l’occasion des 15 ans de la disparition de Nino Ferrer, la bibliothèque de Toulouse[60] propose une programmation d’animations autour de l'artiste.
- Une salle de spectacles de Dammarie-lès-Lys, en Seine-et-Marne, porte son nom, l'Espace Nino-Ferrer[61]
- 2018 : à l'occasion des vingt ans de la mort de l'artiste sont organisés à Montcuq, village où s'est retiré le chanteur en 1976, différentes expositions (peintures, gravures, esquisses) et un concert hommage avec Éric Lareine, Magalie Pietri (ancienne choriste du chanteur), Imbert Imbert, Cécile Perfetti, Jean-Jacques Lala, Sanseverino, Matthieu Chedid[62].
- Ami de Ferrer, le chanteur britannique Murray Head interprète souvent Le Sud en concert et dans la langue d'origine.

## Filmographie
- 1964 :  Laissez tirer les tireurs : Andersen [63]
- 1965 :  Ces dames s'en mêlent : Herman
- 1965 :  Opération Lotus bleu : lui-même (non crédité)
- 1966 : Palpitations (TV) : Grégoire Valin [64]
- 1969 : Delphine : Luc
- 1969 : L'Homme qui venait du Cher (TV) : le colporteur
- 1969 : Agence Intérim (TV) : épisode Quiproquo : lui-même[65]
- 1970 : Un été sauvage : Serge
- 1982 : Litan : La Cité des spectres verts : Docteur Steve Julien

#### Article
- « Interrogations écrites : entretien avec Nino Ferrer », L'Autre Journal, no 93 04,‎ 1993, p. 44-45.

#### Documentaires vidéo
- 2011 : Douce France : Nino Ferrer, documentaire de Laurent Lichtenstein et Jacques Pessis, France Télévisions / P6 Productions, 52 min. [(Voir sur le site de France3 Aquitaine)]